# 세자르 페르난두 시우바 멜루
세자르 페르난두 시우바 멜루(포르투갈어: César Fernando Silva Melo, 1989년 11월 29일 ~ ) 또는 세징야(포르투갈어: Cesinha)는 브라질의 축구 선수로 포지션은 공격수이다. 현재 K리그1의 대구 FC에서 활약하고 있다. K리그 등록명은 세징야이다. 2016년 12월 세자르 페르난두 시우바 두스 산투스(포르투갈어: César Fernando Silva Dos Santos)에서 현재의 이름으로 개명하였다.

## 구단 경력

### 브라질 클럽 시절
브라질의 상조제두히우프레투에서 태어났으며, SC 코린치앙스 파울리스타의 유소년 팀에서 성장했다. 하지만 성인 팀 데뷔는 오스발두 크루스 FC 임대 시절 당시 이루어졌다.
2012년 5월 12일에 CA 브라강치누로 이적했다.

### 대구 FC
2016년 2월 대구 FC로 임대 이적하면서 처음으로 자국이 아닌 다른 나라에서 뛰게 되었다. 2016시즌에는 11득점 8도움을 기록했으며, 이런 활약을 바탕으로 K리그 챌린지 2016 BEST 11을 수상하였고 대구 FC를 1부 리그인 K리그 클래식으로 승격시키는데 크게 기여하였다.
또한 시즌 종료 이후, 대구 FC로 완전이적을 했다.
2017년엔 K리그 클래식에서 11골을 넣으며 대구 FC가 K리그 클래식 승격 첫 해 8위를 기록하는 놀라운 성적에 기여했다.
2018년 K리그1에서 8골 11도움으로 공격포인트 19개를 기록하여 K리그1 2018 도움왕을 수상했다. 그리고 지난 시즌보다 1순위 올라간 대구 FC가 7위를 기록하는 데에 크게 기여했다. 2018년 12월 8일 FA컵 결승 2차전이자 대구스타디움에서 열리는 대구 FC의 마지막 홈 경기에서 골을 넣어 FA컵 결승 1,2차전 모두 득점하였다. 이를 통해 대구 FC의 창단 사상 첫 우승컵을 들어올리는 데 크게 기여하며 대구 FC의 에이스임을 입증하였으며, 2018년 FA컵 MVP에 오르게 되었다. 그리고 FA컵에서 총 5골을 기록해서 FA컵 득점왕을 수상했다.
2019년 3월 5일 멜버른 빅토리와의 AFC 챔피언스리그 조별예선 1차전에서 전반 31분 동점골을 기록하며, 대구의 아시아 챔피언스리그 첫 득점을 기록했다. 세징야는 3월간 열린 K리그 경기에서 2골 2도움을 올리는 활약을 보여주었고, 2019시즌 새롭게 수상하게 되는 K리그 이달의 선수에 선정되었다. 그리고 5월 19일 인천 유나이티드와의 경기에서 전반 8분 선제골을 기록해서 대구 FC 최초로 K리그 30-30클럽에 가입했다. 2019시즌 유벤투스 FC와의 경기를 치르는 K리그 올스타 명단에 포함되었다. 세징야가 올스타전 투표로 받은 득표수는 56,234표로 조현우에 이은 최다 득표 2위를 기록했다. 2019년 7월 26일에 열린 유벤투스와의 경기에서 전반 종료 직전 김보경의 패스를 강한 슈팅으로 연결해 득점을 기록했으며 골 세레머니로 크리스티아누 호날두의 세러머니를 해 화제가 되었다. 또한 이 경기에서 엄청난 활약을 보여주며 경기 MVP로 선정되었다. 2019시즌 세징야는 리그 35경기에 출전해 15골 10도움을 올리는 놀라운 활약을 보여주었으며 시즌 종료 이후 K리그 베스트 11에 선정되었다.

## 수상 내역

### 클럽
- 캄페오네오 파울리스타 세리에 A2 우승: 2012
- 캄페오네오 미네이루 우승: 2015
- K리그 챌린지 준우승: 2016년
- FA컵 우승: 2018년

### 개인
- K리그1 베스트 11: 2019, 2020, 2021, 2022
- K리그2 베스트 11: 2016
- FA컵 득점왕: 2018
- FA컵 MVP: 2018
- K리그1 도움왕: 2018